# VAIO
VAIO Corporation (jap. VAIO株式会社 VAIO Kabushiki-gaisha) – japoński producent komputerów osobistych, założony w 1996 roku jako marka należąca do firmy Sony, zaś 1 lipca 2014 jako niezależna spółka.

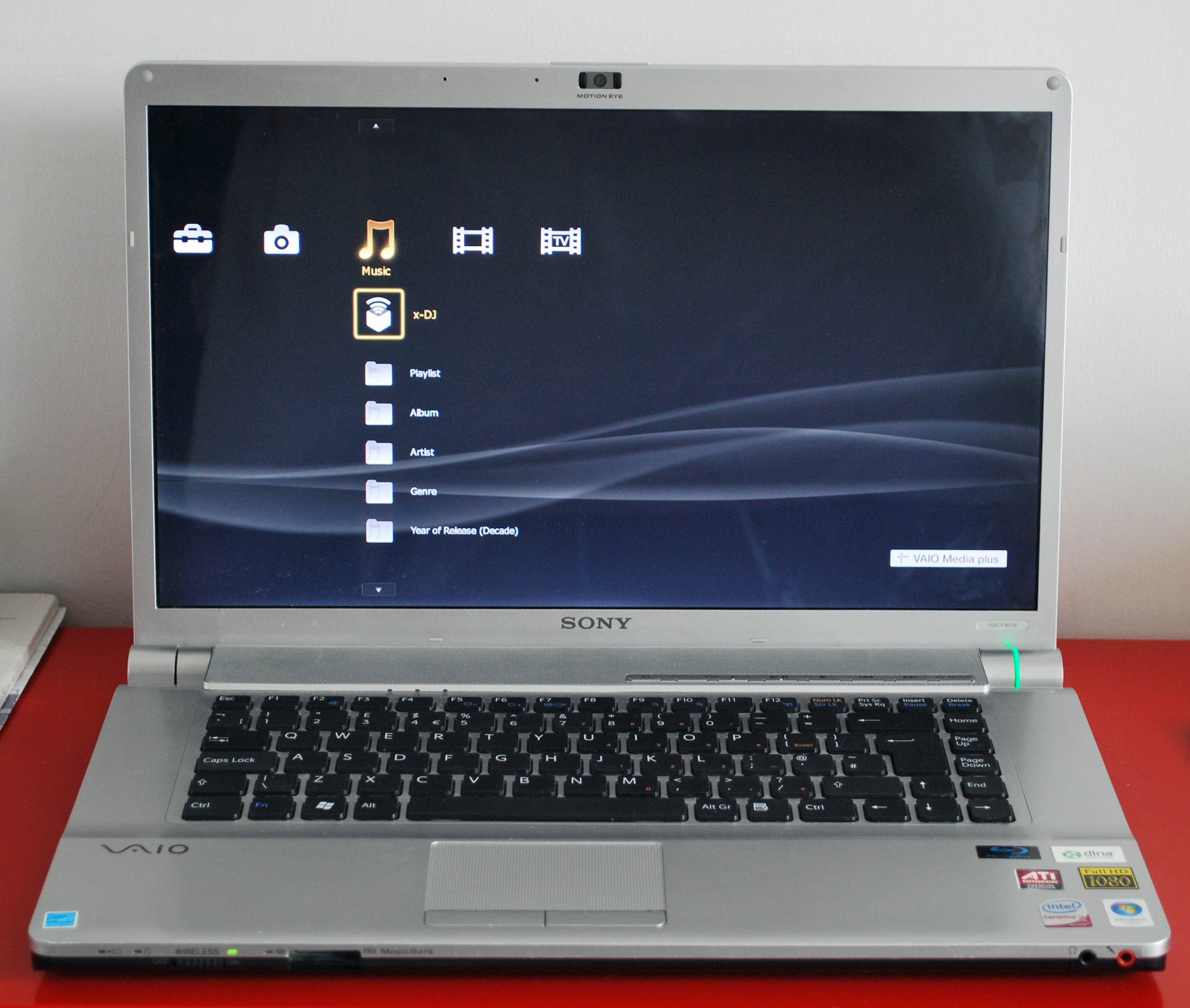
Sony VAIO FW

VAIO jest akronimem pochodzącym od słów Video Audio Integrated Operation, natomiast w 2008 roku akronim zmieniony został na Visual Audio Intelligence Organizer.
Logotyp reprezentuje integracje sygnału analogowego (VA w kształcie sinusoidy) oraz cyfrowego (IO to cyfry 1 i 0 symbolizujące system binarny).
Pierwszy komputer VAIO pojawił się na rynku w 1996 roku.
6 lutego 2014 roku ogłoszono, iż ten dział należący wówczas do Sony Corporation został sprzedany funduszowi inwestycyjnemu Japan Industrial Partners.